# إيما ستون
إيملي جين ستون المشهورة بـ إيما ستون (بالإنجليزية: Emma Stone)؛ (6 نوفمبر 1988)، ممثلة أميركية فائزة بجائزتي أوسكار لأفضل ممثلة عن دورها في فيلم لا لا لاند وفيلم كائنات مسكينة ، في عام 2017 كانت الممثلة الأعلى أجراً في العالم، كما أنها ايضاً ظهرت في قائمة فوربس لأقوى المشاهير عامي 2013 و 2017, وتم اختيارها من قبل مجلة التايم كأحد أكثر 100 شخص مؤثر في العالم . تعد إيما ستون واحدة من أفضل وأشهر ممثلات جيلها.
وُلدت إيما ونشأت في سكوتسديل، أريزونا، وبدأت مسيرتها الفنية وهي طفلة في العرض المسرحي لرواية الريح في الصفصاف في عام 2000. انتقلت إيما إلى لوس أنجلوس مع أمها وهي مراهقة، وظهرت على التلفاز لأول مرة في العرض التلفزيوني الواقعي إن سيرتش أوف ذا نيو باتريدج فاميلي (البحث عن عائلة باتريدج الجديدة) (2004) الذي لم يُنتج منه سوى حلقة تجريبية فاشلة. ومنذ ذلك الحين، لعبت إيما أدوارًا تلفزيونية هامشية حتى ظهرت لأول مرة في ساحة الأفلام في فيلم سوبر باد (سيئ جدًا) (2007)، ولاقى دورها في فيلم زومبي لاند (2008) استحسان وسائط الإعلام الفنية. لعبت إيما أول دور بطولة عام 2010 في فيلم كوميديا المراهقين إيزي إيه، وحازت بفضله على ترشيح جائزة البافتا للنجم الصاعد، وجائزة غولدن غلوب لأفضل ممثلة. وعقب تلك الانطلاقة الناجحة، واصلت إيما تألقها بفيلم الرومانسية الكوميدية كريزي، ستيوبيد، لاف (حب مجنون، أحمق) (2011)، وفيلم الدراما ذا هيلب (المساعدة) (2011).
حظيت إيما بشهرة أوسع لأداءها دور غوين ستايسي عام 2012 في فيلم البطل الخارق ذي أميزينغ سبايدرمان (الرجل العنكبوت المذهل) (2012) والجزء الثاني منه الذي صدر عام 2014. رُشحت إيما للفوز بجائزة الأوسكار لأفضل ممثلة مساعدة لأداءها دور مدمنة المخدرات المتعافية في فيلم الكوميديا السوداء بيردمان (الرجل الطائر) (2014)، وظهرت في مسرح برودواي لأول مرة في حدث إعادة إحياء المسرحية الغنائية كباريه (2014–2015). فازت إيمي بجائزة الأوسكار لأفضل ممثلة لأدائها دور الممثلة الصاعدة في فيلم الرومانسية الغنائي لا لا لاند (2016). مثلت إيما دور لاعبة التنس بيلي جين كينغ في فيلم السيرة الذاتية الرياضي باتل أوف ذا سيكسيس (معركة الجنسين)، ودور أبيغيل ماشام في فيلم الدراما الكوميدية التاريخي ذا فاڤوريت (المُفضلة) (2018)، وحصلت على ثالث ترشيح لجائزة أوسكار لدورها في الفيلم الأخير. ومنذ ذلك الحين، لعبت إيما دور البطولة في مسلسل الكوميديا السوداء القصير مانياك (المهووس) من إنتاج نيتفليكس، والجزء الثاني من فيلم الكوميديا زومبي لاند؛ زومبي لاند: دوبل تاب (2019).

## النشأة والعائلة
ولدت ستون في سكوتسديل بولاية أريزونا، ابنة جيف ستون، وهو مقاول، وامها ربة منزل، لديها أخ أصغر منها بستنين وهي عائلة سويدية بالاصل وعندما هاجرو إلى الولايات المتحدة قاموا بتغيير لقب العائلة إلى ستون. كانت عضو في مسرح الشباب ومسرح الإقليمي في فينيكس ومثلت بعض المسرحيات منها ذيل عيد الميلاد وويني بوه والأميرة والبازلاء وسندريلا والحذق وتيتانيك والتزمير وليتل حورية البحر وروك المدرسة وأليس في بلاد العجائب ومذهلة تكنيكولور تركت المدرسة الثانوية وفي يناير 2004 انتقلت مع والدتها إلى شقة لوس أنجلوس، عن عمر يناهز 15 عاماً واكملت التعليم في المنزل.

## التعليم والمسيرة الفنية
بدأ حب التمثيل لدى إيما وهي في سن مبكرة؛ فشاركت في صغرها في العديد من المسرحيات التابعة لإحدى الفرق المسرحية؛ كما قام والداها بإرسالها للحصول على دروس خاصة في التمثيل لتنمية موهبتها. بعد أن أنهت دراستها الثانوية؛ نجحت ستون في إقناع والديها بالسماح لها بالذهاب إلى كاليفورنيا للبحث عن فرصة أكبر في التمثيل، وبالفعل قامت بذلك وهي في سن الـ15 بصحبة والدتها. بدأت ستون مسيرتها الفنية بالاشتراك في برنامج اكتشاف المواهب In Search of the New Partridge Family عام 2004، حيث كان من المقرر أن يشارك الفائزين فيه في بطولة مسلسل The New Partridge Family؛ لكن المسلسل تم إلغاؤه بعد حلقة واحدة، إلا أن ستون نجحت بعدها في الظهور كضيفة شرف في عدد من المسلسلات الشهيرة مثل Medium وMalcolm in the Middle. تقدمت ستون لاختبارات أداء مسلسل الأبطال الخارقين Heroes، إلا أنها لم تتمكن من الفوز بالدور، وفي عام 2007؛ نجحت في الفوز بأحد الأدوار الرئيسية في مسلسل Drive، إلا أنه تم إلغاؤه بعد 7 حلقات فقط. شاركت ستون عام 2007 في الفيلم الكوميدي Superbad أمام النجمين الشابين مايكل سيرا وجوناه هيل، وتلته في عام 2008 بفيلمين آخرين هما The Rocker وThe House Bunny. كان العام 2009 هو نقطة الانطلاق الحقيقية لستون، حيث قدمت فيه 3 أفلام، أولها دور قصير مع النجم ماثيو ماكونهي في فيلم Ghosts of Girlfriends Past، والثاني الذي صنع شهرتها Zombieland مع النجمين وودي هارلسون وجيسي أيزنبيرج، الأخير هو Paper Man مع النجمين جيف دانييلز ورايان رينولدز. في عام 2010؛ قدمت ستون أولى أفلام بطولتها المطلقة Easy A؛ الذي حقق نجاحًا كبيرًا وقت عرضه، ونالت عنه ستون ترشيحًا لجائزة الجولدن جلوب، وفي العام التالي؛ كانت لها تجربة أخرى مشتركة ناجحة وهي Crazy, Stupid, Love مع النجوم ستيف كاريل وجوليان مور ورايان جوزلينج. عن حياتها الشخصية؛ فقد ارتبطت ستون عاطفيًا بالنجم الشاب أندرو جارفيلد في منتصف عام 2011؛ خلال تصويرهما فيلم البطل الخارق The Amazing Spider-Man.

## الصورة الإعلامية
طبقًا لعدة منشورات إعلامية، تُعد إيما ستون إحدى أفضل ممثلات جيلها من ناحية الموهبة. علّق كيرك هونيكت من صحيفة ذا هوليوود ريبورتر على أدائها في فيلم ذا هيلب واصفًا إياها بأنها «إحدى أفضل الممثلات الشابات لدينا». اشتهرت إيما بأدائها أدوار البطولة في كلٍ من الأفلام الشعبية البارزة ذات الميزانيات الباهظة، والأفلام المستقلة ذات الميزانيات المنخفضة أيضًا. وصف صحفي مجلة تايم، دانيال داداريو، النوع الأخير من الأفلام بأنها «مجازفة كبيرة»، وأضاف أن أداءها تلك الأدوار أتاح لها فرصة «لتجربة أشياء جديدة وتعزيز مصداقيتها». حللت جيسيكا كيانغ من موقع إنديواير شخصية إيما على الشاشة، ولاحظت أنها في العادة «تمثل دور بنت الجيران المتواضعة الودودة. وتتجلى معظم تلك الصفات في شخصيتها الواقعية كذلك، فضلًا عن رفضها القاطع أخذَ كلامها على محمل الجد».
أصبحت إيما ممثلة ناجحة ومشهورة مع تقدم مسيرتها المهنية في أفلام هوليوود. ففي عام 2008، تصدرت إيما قائمة أفضل 20 نجم صاعد تحت سن الثلاثين في مجلة ساترداي نايت، وظهرت كذلك في قائمة مشابهة على موقع موفيفون. ظهرت إيما أيضًا ضمن قائمة أفضل 20 ممثلة تحت سن الثلاثين لعام 2010 على موقع لاڤ فيلم، وتضمنت قائمة أفضل 10 أشياء في عام 2010 الخاصة بمجلة الـتايم دورها في فيلم إيزي إيه. ظهرت أيضًا ضمن قائمة فوربس لأقوى المشاهير، وهي قائمة تشمل أقوى 100 شخصية في العالم. أفادت تلك المجلة بأن إيما حصدت 16 مليون دولار من الأرباح منذ يونيو عام 2012 وحتى يونيو عام 2013. في ذات العام، احتلت إيما المرتبة الأولى في قائمة مجلة فوربس لأعلى النجوم أجرًا. وفي عام 2015، ذكرت مجلة فوربس أنها صارت من بين أعلى الممثلات أجرًا، إذ وصلت إيرادات عملها في هذا العام إلى 6.5 مليون دولار. بعد ذلك بعامين، تصدرت إيما القائمة السابقة لتصبح أعلى الممثلات أجرًا بحصيلة أرباح تصل إلى 26 مليون دولار. وفي عام 2017، ظهرت إيما في مجلة الـتايم ضمن قائمة أكثر 100 شخصية مؤثرة في العالم.

## الترشيحات والجوائز
ترشحت لجائزة الأوسكار سنة 2015 في فئة أفضل ممثلة مساعدة عن فيلم الرجل الطائر. وحصلت على جائزة أفضل ممثلة في 2016 عن فيلم لا لا لاند.

## الأعمال

### أفلام
| السنة | العنوان                 | الدور              | م.     |
| ----- | ----------------------- | ------------------ | ------ |
| 2007  | سيئ جدا                 | جول                | [ 20 ] |
| 2008  | ذي روكر                 | اميليا             | [ 21 ] |
| 2008  | ذي هاوس باني            | ناتالي             | [ 22 ] |
| 2009  | أشباح صديقات الماضي     | أليسون             | [ 23 ] |
| 2009  | رجل ورق                 | آبي                | [ 24 ] |
| 2009  | زومبي لاند              | ويتشيتا            | [ 25 ] |
| 2010  | مرمادوك                 | ميزي (صوت)         | [ 26 ] |
| 2010  | ايزي ايه                | أوليف              | [ 27 ] |
| 2011  | أصدقاء مع امتيازات      | كايلا              | [ 28 ] |
| 2011  | المساعدة                | يوجينيا فيلان      | [ 29 ] |
| 2012  | الرجل العنكبوت المذهل   | غوين ستايسي        | [ 30 ] |
| 2013  | فرقة العصابات           | غريس فردي          | [ 31 ] |
| 2013  | فيلم 43                 | فيرونيكا           | [ 32 ] |
| 2013  | آل كروودز               | إيب (صوت)          | [ 33 ] |
| 2014  | الرجل العنكبوت المذهل 2 | غوين ستايسي        | [ 34 ] |
| 2014  | السحر في ضوء القمر      | صوفي باكر          | [ 35 ] |
| 2014  | الرجل الطائر            | سام تومسن          | [ 36 ] |
| 2015  | الوها                   | أليسون نغ          | [ 37 ] |
| 2015  | رجل غير عقلاني          | جيل بولارد         | [ 38 ] |
| 2016  | لا لا لاند              | ميا دولان          | [ 39 ] |
| 2017  | معركة الجنسين           | بيلي جين كينغ      | [ 40 ] |
| 2018  | المفضلة                 | أبيغيل ماشام       | [ 41 ] |
| 2019  | زومبي لاند: دوبل تاب    | ويتشيتا            | [ 42 ] |
| 2020  | آل كروودز 2: عصر جديد   | إيب (صوت)          | [ 43 ] |
| 2021  | كرولا                   | كرويلا دي فيل      | [ 44 ] |
| 2023  | كائنات مسكينة           | بيلا باكستر        | [ 45 ] |
| 2024  | أنواع اللطف             | ريتا / ليز / إميلي | [ 46 ] |
| 2025  | إدينغتون                |                    | [ 47 ] |

### مسلسلات
| السنة     | العنوان                                | الدور                         | ملاحظة                     |
| --------- | -------------------------------------- | ----------------------------- | -------------------------- |
| 2005      | عائلة بارتريدغ الجديدة                 | لوري بارتريدغ                 | الحلقة الأولى              |
| 2005      | واسطة                                  | سينثيا ماكاليستر              | الحلقة الأولى              |
| 2006      | ذا سويت لايف أوف زاك أند كودي          | إيفانا تيبتون (صوت)           | الحلقة الأولى              |
| 2006      | مالكوم في الوسط                        | ديان                          | الحلقة الأولى              |
| 2006      | لاكي لوي ‏                              | شانون                         | الحلقة الأولى              |
| 2007      | القيادة: الحقيقية المدهشة حول مايحفزنا | فيوليت تريمبل                 | الحلقة 7                   |
| 2010–2023 | ساترداي نايت لايف                      | نفسها (مقدمة) / شخصيات مختلفة | 8 حلقات (مقدمة 5 حلقات)    |
| 2011      | الدجاجة الآلية                         | أصوات مختلفة                  | الحلقة 2                   |
| 2012      | 30 روك                                 | نفسها                         | الحلقة الأولى              |
| 2012      | آي كارلي                               | هيذر                          | الحلقة الأولى              |
| 2018      | المهووس                                | آني لاندسبيرغ                 | 10 حلقات، منتج تنفيذي أيضًا |
| 2023–2024 | اللعنة                                 | ويتني سيغل                    | 10 حلقات، منتج تنفيذي أيضًا |

## وصلات خارجية
- إيما ستون على موقع IMDb (الإنجليزية)
- إيما ستون على موقع ميتاكريتيك (الإنجليزية)
- إيما ستون على موقع الموسوعة البريطانية (الإنجليزية)
- إيما ستون على موقع روتن توميتوز (الإنجليزية)
- إيما ستون على موقع مونزينجر (الألمانية)
- إيما ستون على موقع قاعدة بيانات الأفلام العربية
- إيما ستون على موقع ألو سيني (الفرنسية)
- إيما ستون على موقع ميوزك برينز (الإنجليزية)
- إيما ستون على موقع تيرنر كلاسيك موفيز (الإنجليزية)
- إيما ستون على موقع أول موفي (الإنجليزية)